# Шорты

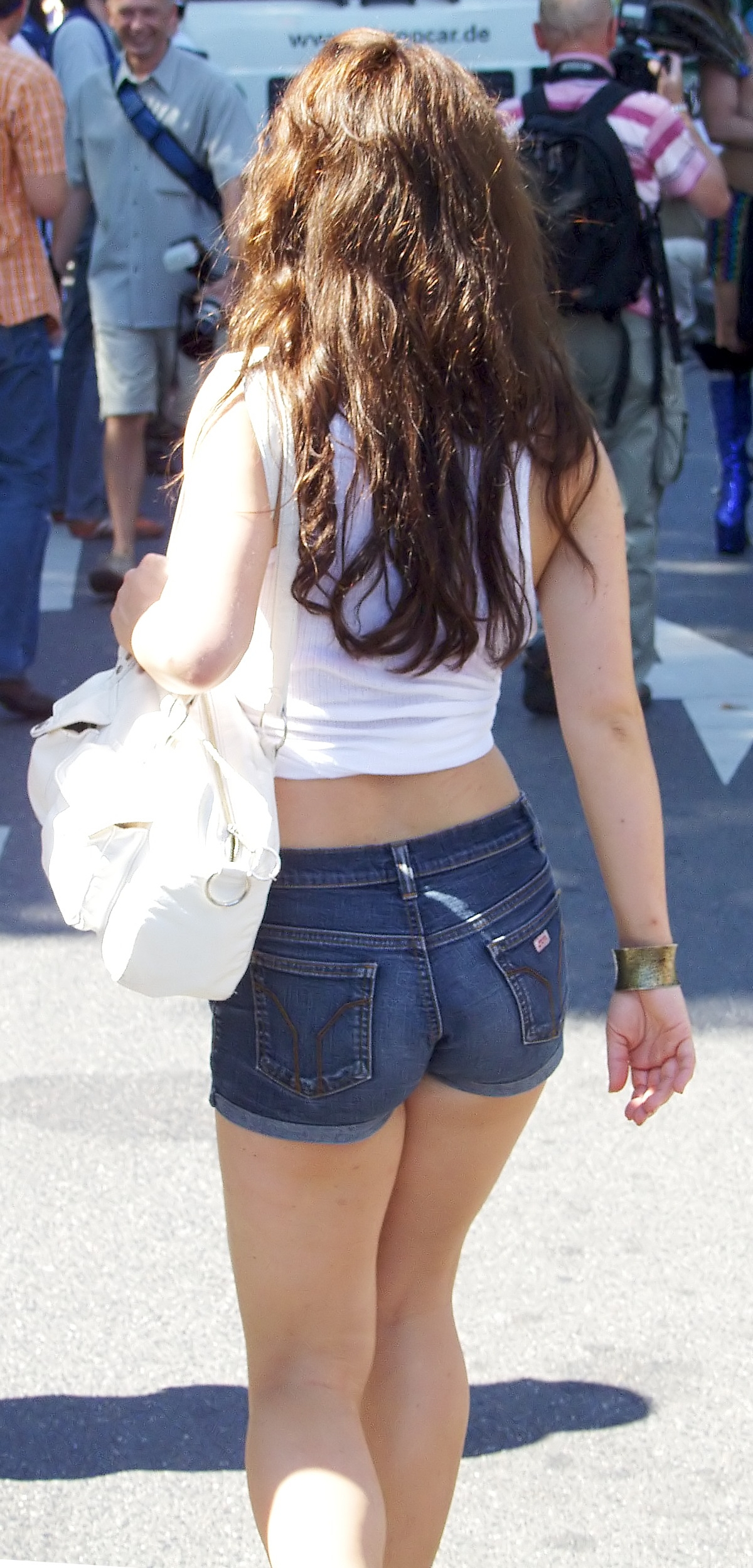
Джинсовые мини-шорты

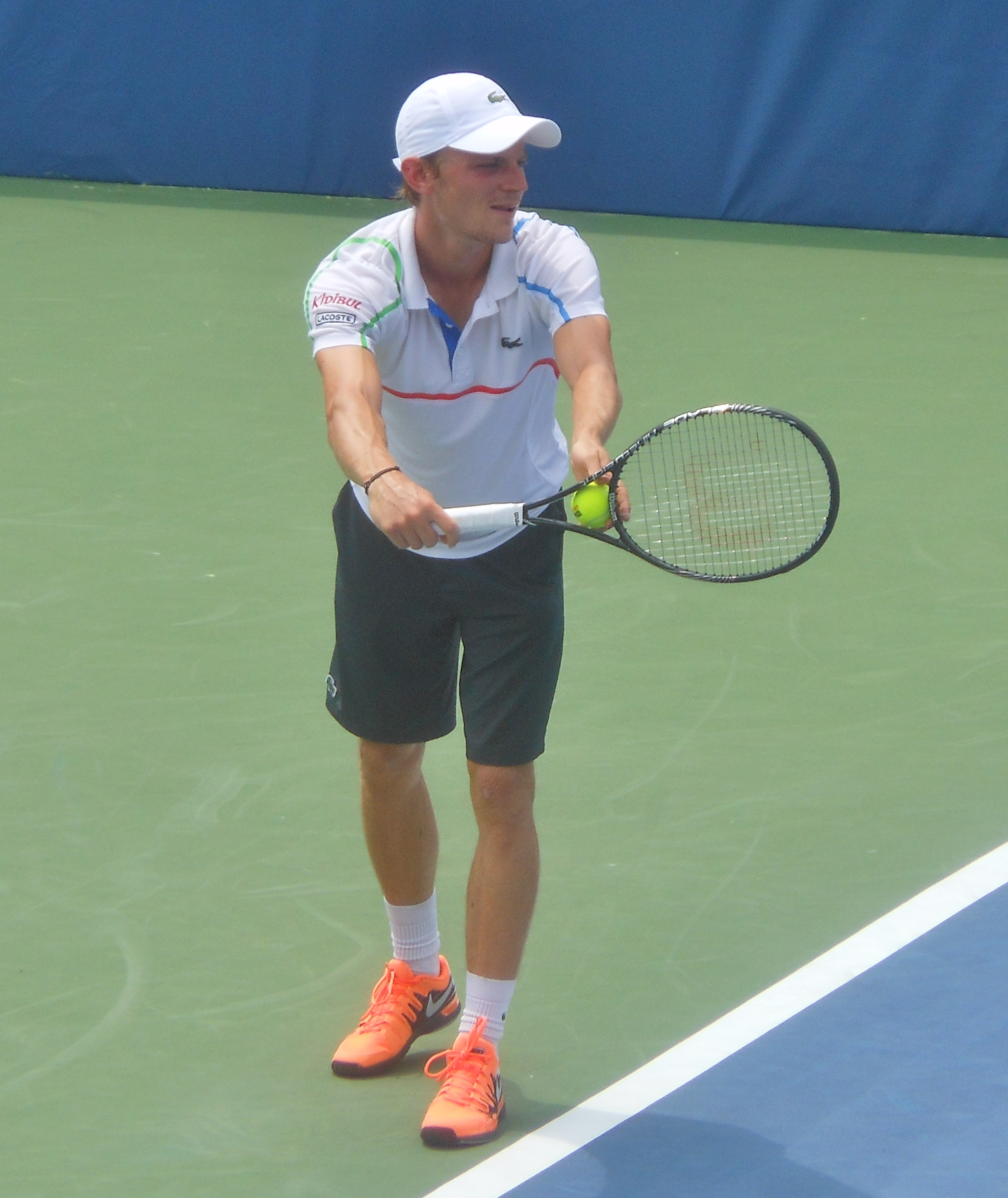
теннисист в шортах и тенниске

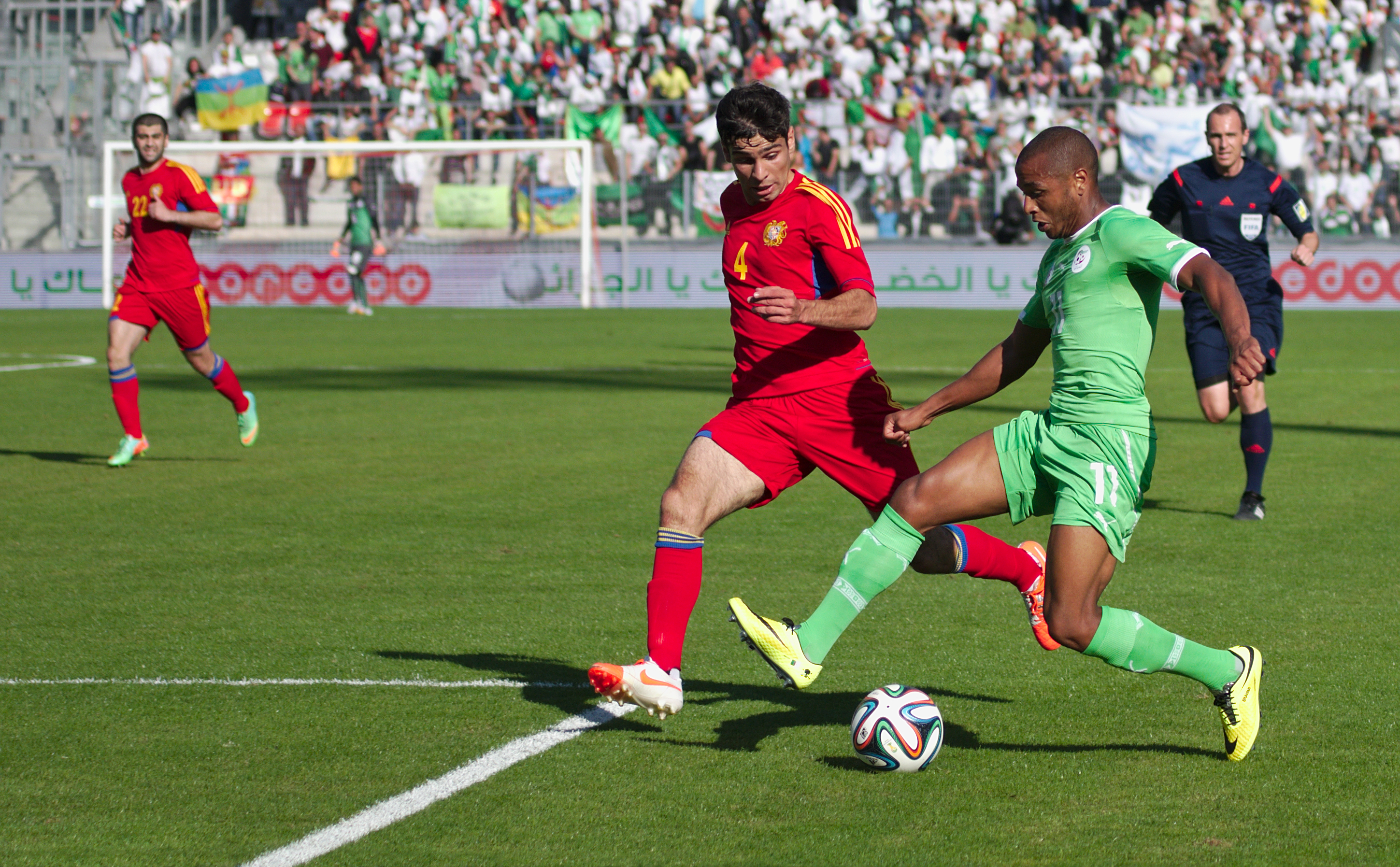
футболисты в шортах

Шо́рты (англ. shorts от short «короткий») — разновидность укороченной одежды для ног — брюк, джинсов, штанов.
Шорты могут служить в качестве элемента спортивной одежды, пляжной одежды, одежды для отдыха, деталью униформы, а также частью национального костюма.
На протяжении длительного времени шорты были атрибутом детской одежды. В настоящее время шорты являются деталью одежды для всех возрастных категорий.
К шортам не относятся трусы: семейные, пляжные, спортивные, пижамные.

## Классификация
В отличие от других языков, в русском языке не принято называть удлинённые трусы шортами. Классификация шорт в широком значении данного слова производится, в основном, по длине.
- Мини-шорты (англ. hot pants) — самые короткие шорты, полностью открывающие бёдра.
- Классические шорты — открывающие бёдра на 1/2 или 2/3.
- Бермуды — строгие шорты чуть выше колен, выполненные из строгих плотных материалов.

## Устаревшие названия «шорт»
При чтении текстов первой половины XX века необходимо учитывать, что тогда шорты назывались словом «трусы» / «трусики».

На это однозначно указывает Словарь Ушакова (1935—1940):
Трусики и трусы (от англ. мн. trousers брюки). Короткие штаны для купанья или для спортивных состязаний. Футболисты в белых трусиках. || Детские штаны из легкой материи.
(Как видим, значение «нижнее белье» не указано. И сравним, например, со значением слова «панталоны» в том же словаре: «Принадлежность женского белья, закрывающая тело от пояса до колен»).

Также на это указывают упоминания в других художественных произведениях у трусиков такого нехарактерного для трусов, но характерного именно для шорт элемента, как карманы:
Осадчий, расставив черные от загара ноги и заложив руки в карманы трусиков, внимательно прислушивается к бормотанию пациента и холодными серыми глазами следит за каждым его движением. (А. С. Макаренко. Педагогическая поэма (Часть 2)

Ваня сегодня не в длинных изодранных штанах, а в трусиках, и трусики у него с карманами, ― такие трусики делались только в колонии имени Горького. (Там же. Часть 3)
Читаем другие произведения того времени:
Окна редакции выходили на внутренний двор, где по кругу спортивной площадки носился стриженый физкультурник в голубых трусиках и мягких туфлях, тренируясь в беге. (Ильф И., Петров Е. Двенадцать стульев)
Или:
Тимур заглянул в распахнутое, выходящее в сад окно. У стола возле кровати в трусах и майке сидела Женя и, нетерпеливо откидывая сползавшие на лоб волосы, что-то писала. Увидав Тимура, она не испугалась и даже не удивилась. Она только погрозила ему пальцем, чтобы он не разбудил Ольгу, сунула недоконченное письмо в ящик и на цыпочках вышла из комнаты. (Гайдар А. «Тимур и его команда»).
Для современного читателя, не знающего тогдашнее значение слова «трусы», поведение пионерки Жени выглядит как довольно эротичная сцена, явно неуместная в повести для советских школьников.
Также шорты могли называть словом «штанчики»:
Они выходили на поле в полосатых матросских тельниках и длинных, достигавших колен, старомодных трусиках, которые, впрочем, назывались тогда в Одессе не трусиками, а штанчиками. (А. В. Козачинский. Зелёный фургон (1938))